# Hotiivka, Semenivka
Hotiivka (în ucraineană Хотіївка) este localitatea de reședință a comunei Hotiivka din raionul Semenivka, regiunea Cernihiv, Ucraina.

## Demografie
Componența lingvistică a localității Hotiivka
     Ucraineană (83,77%)
     Rusă (16,23%)
Conform recensământului din 2001, majoritatea populației localității Hotiivka era vorbitoare de ucraineană (83,77%), existând în minoritate și vorbitori de rusă (16,23%).